# Estado nativo
Na Química, estado nativo é o estado natural de um elemento químico, sob a forma de substância simples, ou seja, um elemento se encontra no estado nativo quando não agregado a outro elemento para formar um composto, desde que isso ocorra naturalmente. São também designados como "elementos encontrados livres na natureza".
Alguns elementos são encontrados em duas ou mais formas alotrópicas, como é o caso do carbono, que pode ser achado sob a forma de diamante, grafite e carvão mineral.

## Exemplos
- Metais nobres
- Carbono
- Oxigênio
- Enxofre
- Gases nobres[2]